# Courageous
«Courageous» — песня американской группы христианского рока Casting Crowns, вышедшая 19 июля 2011 года в качестве первого сингла из пятого студийного альбома Come to the Well (2011).
Трек написан Марком Холлом и Мэтью Уэстом и спродюсирован Марком А. Миллером. Холл говорил, что вдохновение для песни пришло во время завтрака в честь Национального дня молитвы в 2008 году. Песня в стиле рок, поп-рок и софт-рок, она призывает отцов быть лучшими духовными лидерами.
Песня «Courageous» была положительно воспринята критиками, многие из которых назвали её одной из лучших на альбоме Come to the Well. Она заняла первое место в чартах Billboard Hot Christian Songs и Christian AC Indicator, а также вошла в пятёрку лучших в чартах Hot Christian Songs, Christian CHR и Soft AC/Inspirational. Он занял четвёртое место в чарте Billboard Bubbling Under Hot 100 Singles, в котором представлены двадцать пять лучших синглов, не вошедших в Billboard Hot 100, и шестнадцатое место в чарте Heatseekers Songs.

## История
По словам вокалиста Марка Холла, вдохновение для «Courageous» пришло во время завтрака в честь Национального дня молитвы в 2008 году Casting Crowns выступали на этом мероприятии, и Холл встретился с Алексом Кендриком, который также участвовал в нем. Они начали разговаривать на разные темы, пока Холл не рассказал Кендрику о программе изучения Библии для отцов в его церкви. Холл сказал, что «наши сердца как бы соединились в страсти увидеть, как мужчины становятся благочестивыми мужчинами дома, которыми Бог призвал нас быть». Кендрик упомянул, что хочет, чтобы его песня звучала в конце титров фильма, и это «зажгло Холла».

## Отзывы и признание
Песня «Courageous» была положительно воспринята музыкальными критиками. Джеймс Кристофер Монгер из Allmusic выбрал её в качестве «Track pick» и посчитал, что она способствовала сильному началу альбома Come to the Well. Грейс С. Аспинуолл из CCM Magazine посчитала «Courageous» одним из лучших треков в альбоме. Том Ленни из Cross Rhythms был менее позитивен, назвав песню «одной из наименее мелодичных мелодий в [Come to the Well]». Линдси Уильямс из Gospel Music Channel посчитала, что песня демонстрирует, как авторство Мэтью Уэста на Come to the Well сделало альбом лучше. Алекс «Тинкан» Колдуэлл из Jesus Freak Hideout посчитал песню «метким вызовом людям Божьим в этом мире, которые ведут зрительский образ жизни и живут викарно через телешоу и спортивные команды», и сказал, что бридж делает песню «заставляющей задуматься».

## Чарты
| Чарт (2011)                            | Высшая позиция |
| -------------------------------------- | -------------- |
| США (Billboard Bubbling Under Hot 100) | 4              |
| US Christian AC Indicator (Billboard)  | 1              |
| US Christian CHR (Billboard)           | 3              |
| US Heatseekers Songs (Billboard)       | 16             |
| US Hot Christian AC (Billboard)        | 2              |
| США (Billboard Hot Christian Songs)    | 1              |
| US Soft AC/Inspirational (Billboard)   | 3              |

| Чарт (2011)                            | Позиция |
| -------------------------------------- | ------- |
| US Christian Digital Songs (Billboard) | 29      |
| US Christian AC (Billboard)            | 33      |
| US Christian Songs (Billboard)         | 31      |

## Сертификации
| Регион                                                                      | Сертификация | Продажи |
| --------------------------------------------------------------------------- | ------------ | ------- |
| США (RIAA)                                                                  | Золотой      | 500 000 |
| Данные о продажах + прослушиваниях приведены только на основе сертификации. |              |         |